# Arrosieren

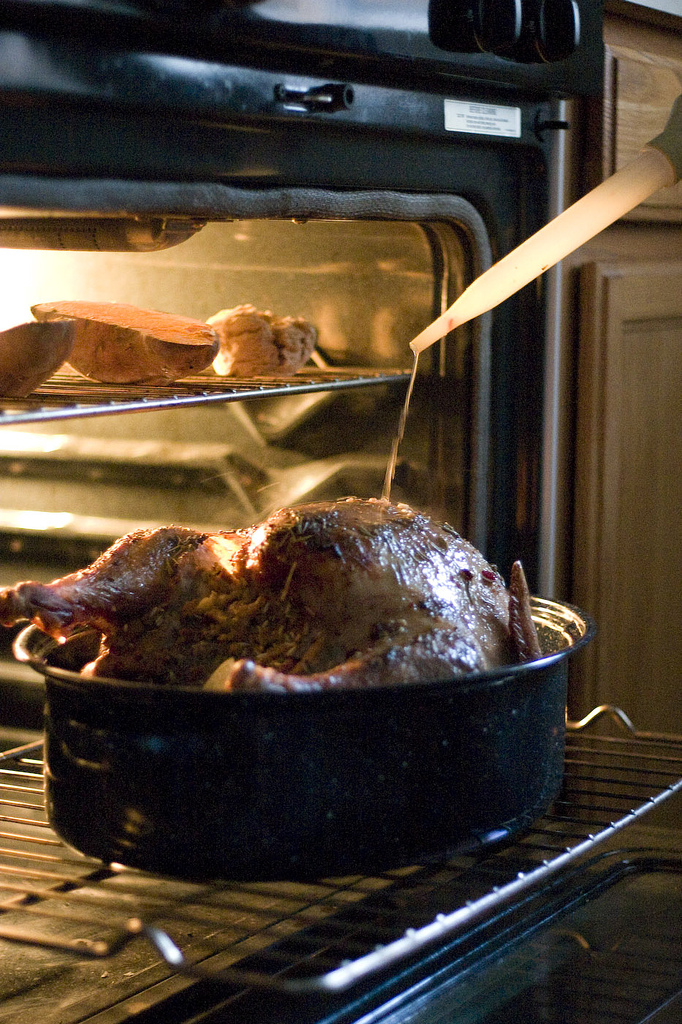
Arrosieren eines Truthahns mit Pipette

Arrosieren (von franz. arroser ‚benetzen, bewässern‘) bezeichnet die Kochtechnik des Übergießens von Gargut mit heißer Flüssigkeit.

## Prinzip
Beim Arrosieren werden verschiedene erhitzte Flüssigkeiten verwendet, z. B. Bratensaft, flüssige Butter, Marinade oder Soße. Dadurch wird die Oberfläche des Garguts schneller erhitzt, da Flüssigkeiten eine höhere Wärmekapazität als Gase wie Luft aufweisen. Die Beschichtung des Garguts mit fetthaltigen Flüssigkeiten beim Arrosieren verlangsamt die Verdunstung von Wasser aus dem Gargut, da die Fette eine hydrophobe Trennschicht auf der Oberfläche des Garguts ausbilden.
Das Arrosieren kann entweder durch direktes Übergießen, mit einem Backpinsel oder mit einer Arrosier-Pipette erfolgen.

### Arrosieren mit Bratensaft
Arrosieren mit Bratensaft führt zu einem teilweisen Rücktransfer ausgewaschener Geruchs- und Geschmacksstoffe auf das Gargut. In Verbindung mit trockenen Gartechniken führt die wiederholte Benetzung mit Bratensaft und die anschließende Verdunstung des enthaltenen Wassers zu einer teilweisen Anreicherung von Geruchs- und Geschmacksstoffen aus dem Bratensaft an der Oberfläche des Garguts.